# William Timmons
William Richardson Timmons IV (nacido el 30 de abril de 1984) es un abogado, empresario y político estadounidense. Es representante de los Estados Unidos en el cuarto distrito del Congreso de Carolina del Sur desde 2019. Su distrito está en el corazón del Upstate e incluye Greenville, Spartanburg y la mayoría de sus suburbios. Timmons también se desempeñó como senador del estado de Carolina del Sur de 2016 a 2018 como miembro del Partido Republicano..

## Primeros años y educación
Timmons fue el Jugador del Año de Carolina del Sur en 2001 en tenis y ganó un título estatal individual en 2002 cuando estudiaba en la escuela secundaria en la Escuela Episcopal de Christ Church.
Timmons es nativo de Greenvile y asistió a la Escuela Elliott de Asuntos Internacionales de la Universidad George Washington, donde obtuvo un título en asuntos internacionales y ciencias políticas. Mientras estuvo inscrito, Timmons jugó tenis de División I.
Timmons obtuvo un doctorado en derecho y una maestría en estudios internacionales de la Universidad de Carolina del Sur.